# La vendedora de frutas
La vendedora de frutas es una pintura de Olga Costa hecha en 1951. Es su obra más conocida, hecha por encargo del Instituto Nacional de Bellas Artes (INBA) y que formó parte de la primera exhibición con la que fue inaugurado el Museo de Arte Moderno de México.
En esta obra se muestra a una vendedora de frutas en un puesto de mercado. Con el cabello trenzado, ofrece una pitahaya rosa, y está rodeada de frutas que se cultivan en México, algunas colgadas como racimos de plátanos y uvas, y otras debajo suyo arregladas en canastas como guayabas, mameyes, peras, chirimoyas, guanábanas y sandías, entre muchas otras.

## Contexto
A finales de los años cincuenta emergería en México una corriente de artistas reunidos bajo la revista Contemporáneos. Su postura era a contracorriente del muralismo mexicano aún en boga y con la preeminencia de figuras como Rivera, Siqueiros y Orozco. El grado de oposición y de pertenencia al grupo fue diversa, pero dichos artistas coincidían en lo general en "la desconfianza que expresaban a menudo respecto a un nacionalismo que tendía a cerrarse y a oficializarse, por el interés de buscar caminos diversificados de la cultura mexicana, por su atención a lo que pasaba en otras partes y su deseo de incorporarlo de alguna manera a la cultura mexicana". Debido a que el muralismo mismo fue comunicado como un arte revolucionario y tuvo gran patrocinio estatal, tuvo mayor resonancia que la actividad de muchos pintores y pintoras no ajustados a esta corriente en ninguno de los parámetros que le caracteriza. Olga Costa dejaría la música y se dedicaría al arte luego de conocer a Diego Rivera en Rusia y sentirse muy influenciada por su trabajo, pero no seguiría su estilo ya avecindada en México.
Nombres como Julio Castellanos, Miguel Covarrubias, María Izquierdo y Alfonso Michel son los que acompañan a la creación de Olga Costa. Muchos de estos autores y autoras pertenecientes a esta corriente no rivalizarían con la inclusión de elementos populares, de la vida cotidiana o referentes de la cultura popular mexicana. Costa crearía en México una obra "ingenua y mexicanista".
Esta obra se volvería a la postre la más famosa de Olga Costa. La relación estrecha que Costa tuvo con Inés Amor, propietaria de la Galería de Arte Mexicano, facilitó la exposición de la obra de la pintora no sólo en México sino en el extranjero. En algunas exposiciones ha desplazado en popularidad incluso a Frida Kahlo, de quien la autora fue amiga y compartió ideología.

## Interpretaciones
Las interpretaciones a esta obra son diversas, desde representar el ofrecimiento de la esencia de México y la libertad a los perseguidos de regímenes tiránicos, hasta connotaciones eróticas.